# Guntamund
Guntamund (ur. 450, zm. 496) – król Wandalów i Alanów w latach 484–496, trzeci władca królestwa Wandalów w Afryce Północnej. Tron objął po stryju Huneryku.
Guntamund był drugim synem Gento, czwartego i najmłodszego syna Genzeryka, założyciela królestwa Wandalów w Afryce. Jako najstarszy męski członek rodu panującego został obwołany królem, zgodnie z prawem senioratu ustanowionym przez Genzeryka. 
Guntaryk złagodził antykatolicką politykę swojego poprzednika. W 494 roku zezwolił na powrót wygnanych biskupów katolickich, w tym Eugeniusza, biskupa Kartaginy. Spowodowało to uspokojenie niepokojów oraz ustabilizowało gospodarkę w królestwie, która była na skraju załamania podczas rządów Huneryka.
Chociaż siła Wandalów znacznie osłabła w porównaniu z jej apogeum okresu rządów Genzeryka, Wandalowie cieszyli się trwającym pokojem. Guntamundowi udało się przynajmniej częściowo powstrzymać napady Berberów, niepokojących kontrolowane przez Wandalów terytoria. 
W 491 roku Guntamund próbował zająć Sycylię, korzystając z wojny pomiędzy Odoakrem a Ostrogotami króla Teodoryka Wielkiego. Wyprawa zakończyła się klęską, ostatecznie wyspa została opanowana przez Teodoryka. 